# Poplava na blagdan Svih svetih (1170.)
Poplava na blagdan Svih svetih (1170.) (niz. Allerheiligenvloed) bila je katastrofalna poplava u Nizozemskoj koja se dogodila 1170. godine. Veliki dijelovi sjeverne Nizozemske i Holandije bili su preplavljeni.
Poplavno Sjeverno more stvorilo je otoke Wieringen i Texel. Jezero Flevo nekoć je bilo slatkovodno jezero, ali je morski kanal otvorio vezu iz Sjevernog mora u jezero kroz šumu Creiler Woud. Jezero Flevo počelo se pretvarati u slano more poznato kao Zuiderzee. Oko 1248. preobrazba jezera u Zuiderzee bila je gotova. Oko 1248. Creiler Woods je nestao pod valovima. Unutar Nizozemske povećala se morska površina i razvila su se velika tresetna područja koja su se lako ispirala.
Poplava je učinila naselje Rotta (prethodnik Rotterdama) nenastanjivim, i označila početak Amsterdama, gdje je područje dobilo otvorenu vezu s morem, i gdje je izgrađena brana u Amstelu da zaštiti zemlju od buduće poplave.

## Vanjske poveznice
- Rome's Greatest Defeat, A Review - All Saints' Flood of 1170  Arhivirana inačica izvorne stranice od 9. prosinca 2018. (Wayback Machine). File retrieved March 11, 2007.
- Buisman, Jan, Duizend jaar weer, wind en water in de Lage Landen (Deel 1: tot 1300), ISBN 978-90-5194-075-6